# Бил Уидърс
Уилям (Бил) Харисън Уидърс (на английски: William 'Bill' Harrison Withers) е американски певец, с активна звукозаписна дейност от 1971 до 1985 година. Прави редица хитове, сред които могат да се откроят Lean on Me, Ain't No Sunshine, Use Me, Just the Two of Us, Lovely Day и Grandma's Hands. Американската критика му дава 3 награди Грами и четири номинации пак за същото отличие. Животът му е проследен в документалния филм Still Bill. През 2015 г. печели място в Залата на славата на рокендрола.

## Биография
Уидърс е най-малкото от общо шест деца и се ражда в малкия миньорски град Слаб Форк в Западна Вирджиния. Още отрано има заекване, което прави трудно вписването му в обществото. Израства в близко разположения Бекли; на 13 години баща му умира. Постъпва във Военноморските сили на 18 години, където служи 9 години. В този отрязък от време преодолява заекването и започва да се интересува от пеене и писане на песни. През 1965 г. напуска Флота, а през 1967 г. се премества в Лос Анджелис, за да постави началото на музикална кариера. Уидърс работи като монтьор за различни компании, вкл. Дъглас Еъркрафт Корпорейшън, а със собствените си пари записва демо-версии и представя материала си пред публики в клубове през нощта. След като дебютира с песента Ain't No Sunshine, той не желае да напусне работата си, тъй като не вярва в икономическата стабилност на музикалната индустрия. Умира на 30 март 2020 г., вследствие на сърдечни усложнения.

## Музикална кариера

### Със Съсекс Рекърдс
В началото на 1970 г. демо-касетата му получава одобрението на Клерънс Ейвънт, който е собственик на Съсекс Рекърдс. Уидърс подписва с Ейвънт и неговият първи продуцент е Букър Ти Джоунс, който преди това работил със Стакс Рекърдс. За албума е планирано да има четири сесии от по 3 часа, но по финансови причини сесиите са 3, като между втората и третата сесия има пауза от 6 месеца. Ain't No Sunshine и Grandma's Hands са синглите от Just as I Am (1971). В тази продукция участва Стивън Стилс на първа китара. На корицата на албума Уидърс е показан на работното си място в Уебър Еъркрафт в Бърбенк, Калифорния, където държи чантата с обяда си.
Този албум се превръща в успех и Уидърс предприема концертна дейност с група, съставена от членове на Уотс Хандред Енд Търд Стрийт Ритъм Бенд. Това са барабанистът Джеймс Гадсън, китаристът Бинорс Блекмон, кийбордистът Рей Джаксън и бас-китаристът Мелвин Дънлап.
На 14-ите ежегодни награди Грами, състояли се на 14 март 1972 г., певецът получава отличие за „Най-добра ритъм енд блус песен“ за Ain't No Sunshine. Тази песен продава над 1 милион копия и е наградена със златен сертификат от Асоциацията на звукозаписната индустрия в Америка (АЗИА) през септември 1971 година.
По време на пауза между концертите, Уидърс прави своя втори албум Still Bill. Сингълът Lean on Me се изкачва до първа позиция в седмицата на 8 юли 1972 година. Това е вторият „златен“ сингъл, чийто продажби надхвърлят 3 милиона. Следващият, Use Me, е издаден през август 1972 г., и също минава границата от милион продажби. АЗИА му дава златно отличие на 12 октомври 1972 г. Изпълнението му в Карнеги Хол от 6 октомври 1972 г. бива записано и издадено като концертната плоча Live at Carnegie Hall на 30 ноември 1972 г. През 1974 г. Уидърс записва албума +'Justments, но поради съдебни спорове със Съсекс няма възможност да записва за известно време.
В този период пише и продуцира две песни от I Feel a Song на Гладис Найт и Пипс, а през октомври 1974 г. участва, заедно с Джеймс Браун, Ета Джеймс и Би Би Кинг, на концерт в Заир. Това се случва четири седмици преди историческата битка между Форман и Али. Кадри от изпълнението са включени в документалния филм When We Were Kings, и Уидърс може да бъде чут на саундтрака. В документалния Soul Power (2008) също са включени кадри от концерта в Заир през 1974 г.

### С Кълъмбия Рекърдс
Съсекс се разпада през 1975 г. и Уидърс се прехвърля в Кълъмбия Рекърдс. Неговата първа плоча за новата му компания, наречена Making Music, Making Friends, включва сингъла She's Lonely. Последният влиза във филма Looking for Mr. Goodbar. През всяка от следващите три години той издава нов албум – Naked & Warm (1976), Menagerie (1977, от който излиза успешният Lovely Day) и Bout Love (1978).
Участва в Събота вечер на живо през 1976 г. с песента Ain't No Sunshine.
Изпитва проблеми с Кълъмбия и след като не може да си осигури одобрение за нови свои песни, той се концентрира върху колаборации с други музиканти в периода 1977 – 1985 г. От тогава е песента Just the Two of Us с джаз саксофониста Грувър Уошингтън - младши, издадена през юни 1980 г. На 24 февруари 1982 г. печели Грами. Следват Soul Shadows с Крусейдърс, както и In the Name of Love с Ралф Макдоналд, която получава номинация за Грами за вокално изпълнение.
През 1982 г. Уидърс участва в албума Dreams in Stone на френския певец Мишел Берже. В него има една композиция, написана отчасти и изпята от Уидърс, представляваща ободрителна диско песен за Ню Йорк с името Apple Pie. Албумът не излиза в Северна Америка.
През 1985 г. излиза Watching You Watching Me, в който е сингълът Oh Yeah, ритъм енд блус песен, влязла в Топ 40. С появата на този албум приключват работните взаимоотношения между певецът и Кълъмбия. През 1985 г. прави турнета с Дженифър Холидей, с цел промотиране на последния си студиен албум.
Бил Уидърс презира опитите на шефовете на Кълъмбия да определят как трябва да звучат бъдещите му албуми, което играе роля в решението му да не записва със звукозаписни компании след 1985 г. С това действие той на практика прекратява кариерата си на музикален изпълнител, макар че се появяват ремиксове на насъбралата му се продукция, които излизат след пенсионирането му. Той среща успех чак на 32 години, и казва, че в обществото той е нормален човек, който има свой живот преди музиката, и така не чувства необходимост да записва, след като вече не му допада индустрията. Той казва още, че не му липсва концертната дейност и обикалянето по турнета, и не съжалява, че е напуснал музикалната сцена. Най-вероятно той вече няма речевите проблеми, свързани със заекването, които го съпътстват през звукозаписната кариера.